# Leeds United Association Football Club 2022-2023
Questa pagina raccoglie i dati riguardanti il Leeds United Football Club nelle competizioni ufficiali della stagione 2022-2023.

## Stagione
La stagione 2022-23 è stato il 95º campionato professionistico per il club del West Yorkshire, la terza stagione consecutiva in Premier League. Questa stagione ha visto il Leeds impegnato, oltre che in campionato, anche in FA Cup ed in League Cup.
In League Cup, denominata Carabao Cup per motivi di sponsorizzazione, dopo aver superato il Barnsley 3-1 nel secondo turno, viene eliminato al turno successivo dal Wolverhampton, perdendo 1-0 in trasferta.
Il 25 gennaio 2023 il club annuncia l'ingresso nello staff tecnico di Chris Armas, con il ruolo di assistente allenatore.
Il 6 febbraio 2023, dopo i risultati negativi e con la squadra al 17º posto poco sopra la zona retrocessione, la società decide di esonerare il mister Jesse Marsch e, di conseguenza, il suo staff; lo stesso giorno viene comunicato che per la partita casalinga contro il Manchester Utd, la squadra è affidata ad interim al trio composto dall'allenatore della formazione Under 21, Michael Skubala, Francisco Gallardo e Chris Armas. Dopo il doppio confronto con il Manchester Utd, la società decide di confermare Skubala e il suo staff alla guida della squadra, fino al 21 febbraio seguente quando, dopo la sconfitta con l'Everton, viene scelto lo spagnolo Javi Gracia come nuovo tecnico. Il nuovo vice è Zigor Aranalde mentre Skubala rimane all'interno dello staff, Gallardo passa alla guida della formazione Under-21 e Armas ritorna nello staff dirigenziale.
In FA Cup, dopo aver eliminato il Cardiff City in un doppio confronto e l'Accrington Stanley, viene eliminato agli ottavi di finale dal Fulham.
Il 2 maggio 2023, a causa dei risultati negativi, la società decide di risolvere il contratto con il direttore sportivo spagnolo Victor Orta; il giorno seguente, dopo 12 partite che hanno portato la squadra in piena zona retrocessione, viene esonerato Javi Gracia e allo stesso tempo la società annuncia Sam Allardyce come nuovo tecnico fino al termine della stagione.
Il 28 maggio, con la sconfitta interna per 4-1 contro il Tottenham, retrocede in Football League Championship dopo tre stagioni nel massimo campionato inglese, chiudendo il campionato al diciannovesimo posto. Il 2 giugno successivo la società comunica di aver trovato l'accordo con Allardyce per lasciare il club al termine della stagione.
Il 9 giugno 2023 la società comunica il raggiungimento di un accordo per il passaggio di proprietà tra la Aser Ventures, società del presidente Andrea Radrizzani, e 49ers Enterprises, società di investimenti dei San Francisco 49ers.

## Divise e sponsor
Lo sponsor tecnico del Leeds per la stagione 2022-2023 è l'azienda tedesca, Adidas. Lo sponsor che compare sulle maglie è Sbotop, bookmaker indipendente specializzata in scommesse sportive; lo sleeve sponsor è Wish una delle piattaforme di e-commerce mobile più grandi al mondo.
| Casa | Trasferta | Third |

## Rosa
Rosa e numerazione aggiornata al 31 gennaio 2023.
| N. |                             | Ruolo | Calciatore                  |
| -- | --------------------------- | ----- | --------------------------- |
| 1  | Francia (bandiera)          | P     | Illan Meslier               |
| 2  | Inghilterra (bandiera)      | D     | Luke Ayling (vice-capitano) |
| 3  | Rep. Dominicana (bandiera)  | D     | Junior Firpo                |
| 4  | Inghilterra (bandiera)      | C     | Adam Forshaw                |
| 5  | Germania (bandiera)         | D     | Robin Koch                  |
| 6  | Scozia (bandiera)           | D     | Liam Cooper (capitano)      |
| 7  | Stati Uniti (bandiera)      | C     | Brenden Aaronson            |
| 8  | Spagna (bandiera)           | C     | Marc Roca                   |
| 9  | Inghilterra (bandiera)      | A     | Patrick Bamford             |
| 10 | Paesi Bassi (bandiera)      | A     | Crysencio Summerville       |
| 11 | Galles (bandiera)           | A     | Jack Harrison               |
| 12 | Stati Uniti (bandiera)      | C     | Tyler Adams                 |
| 13 | Norvegia (bandiera)         | P     | Kristoffer Klaesson         |
| 14 | Spagna (bandiera)           | D     | Diego Llorente              |
| 15 | Irlanda del Nord (bandiera) | D     | Stuart Dallas               |
| 16 | Inghilterra (bandiera)      | A     | Sonny Perkins               |
| 17 | Angola (bandiera)           | C     | Hélder Costa                |
| 18 | Inghilterra (bandiera)      | C     | Darko Gyabi                 |
| 19 | Spagna (bandiera)           | A     | Rodrigo                     |
| 20 | Galles (bandiera)           | A     | Daniel James                |
| 21 | Paesi Bassi (bandiera)      | D     | Pascal Struijk              |
| 22 | Spagna (bandiera)           | P     | Joel Robles                 |
| 23 | Colombia (bandiera)         | A     | Luis Sinisterra             |
| 24 | Francia (bandiera)          | A     | Georginio Rutter            |

| N. |                             | Ruolo | Calciatore               |
| -- | --------------------------- | ----- | ------------------------ |
| 25 | Danimarca (bandiera)        | D     | Rasmus Kristensen        |
| 26 | Inghilterra (bandiera)      | C     | Lewis Bate               |
| 27 | Inghilterra (bandiera)      | A     | Amari Miller             |
| 28 | Stati Uniti (bandiera)      | C     | Weston McKennie          |
| 29 | Italia (bandiera)           | A     | Wilfried Gnonto          |
| 30 | Inghilterra (bandiera)      | A     | Joe Gelhardt             |
| 33 | Norvegia (bandiera)         | D     | Leo Fuhr Hjelde          |
| 34 | Portogallo (bandiera)       | D     | Diogo Monteiro           |
| 37 | Inghilterra (bandiera)      | D     | Cody Drameh              |
| 38 | Irlanda del Nord (bandiera) | C     | Alfie McCalmont          |
| 39 | Scozia (bandiera)           | C     | Stuart McKinstry         |
| 39 | Austria (bandiera)          | D     | Maximilian Wöber         |
| 40 | Paesi Bassi (bandiera)      | P     | Dani van den Heuvel      |
| 42 | Inghilterra (bandiera)      | A     | Sam Greenwood            |
| 43 | Polonia (bandiera)          | C     | Mateusz Klich            |
| 49 | Spagna (bandiera)           | A     | Mateo Joseph             |
| 51 | Irlanda del Nord (bandiera) | C     | Charlie Allen            |
| 52 | Inghilterra (bandiera)      | D     | Kris Moore               |
| 55 | Inghilterra (bandiera)      | P     | Harry Christy            |
| 56 | Inghilterra (bandiera)      | D     | James Debayo             |
| 57 | Inghilterra (bandiera)      | C     | Joe Snowdon              |
| 62 | Scozia (bandiera)           | D     | Jeremiah Chilokoa-Mullen |
| 63 | Inghilterra (bandiera)      | C     | Archie Gray              |

## Calciomercato

### Sessione estiva(dall'1/7 all'1/9)
| Acquisti         | Acquisti          | Acquisti          | Acquisti                 |
| R.               | Nome              | da                | Modalità                 |
| ---------------- | ----------------- | ----------------- | ------------------------ |
| P                | Kiko Casilla      | Elche             | fine prestito            |
| P                | Joel Robles       | Betis             | definitivo               |
| D                | Laurens De Bock   | Zulte Waregem     | fine prestito            |
| D                | Rasmus Kristensen | Salisburgo        | definitivo (13 mln €)    |
| C                | Brenden Aaronson  | Salisburgo        | definitivo (32,84 mln €) |
| C                | Tyler Adams       | RB Lipsia         | definitivo (20 mln €)    |
| C                | Mateusz Bogusz    | Ibiza             | fine prestito            |
| C                | Hélder Costa      | Valencia          | fine prestito            |
| C                | Darko Gyabi       | Manchester City   | definitivo (5,8 mln €)   |
| C                | Ian Poveda        | Blackburn         | fine prestito            |
| C                | Marc Roca         | Bayern Monaco     | definitivo (12 mln €)    |
| A                | Wilfried Gnonto   | Zurigo            | definitivo               |
| A                | Sonny Perkins     | West Ham Utd      | definitivo               |
| A                | Luis Sinisterra   | Feyenoord         | definitivo (25 mln €)    |
| Altre operazioni |                   |                   |                          |
| R.               | Nome              | da                | Modalità                 |
| P                | Elia Caprile      | Pro Patria        | fine prestito            |
| D                | Leif Davis        | Bournemouth       | fine prestito            |
| D                | Cody Drameh       | Cardiff City      | fine prestito            |
| A                | Ryan Edmondson    | Port Vale         | fine prestito            |
| A                | Josh Galloway     | Utd of Manchester | fine prestito            |
| A                | Bobby Kamwa       | Dunfermline       | fine prestito            |
| A                | Kun Temenuzhkov   | Real Unión        | fine prestito            |

| Cessioni         | Cessioni          | Cessioni        | Cessioni                 |
| R.               | Nome              | a               | Modalità                 |
| ---------------- | ----------------- | --------------- | ------------------------ |
| P                | Kiko Casilla      | Getafe          | fine contratto           |
| D                | Charlie Cresswell | Millwall        | prestito                 |
| D                | Laurens De Bock   | Zulte Waregem   | svincolato               |
| D                | Nohan Kenneh      | Hibernian       | svincolato               |
| C                | Mateusz Bogusz    | Ibiza           | rinnovo prestito         |
| C                | Hélder Costa      | Al-Ittihad      | prestito                 |
| C                | Kalvin Phillips   | Manchester City | definitivo (48,75 mln €) |
| C                | Ian Poveda        | Blackpool       | prestito                 |
| C                | Jamie Shackleton  | Millwall        | prestito                 |
| A                | Daniel James      | Fulham          | prestito                 |
| A                | Raphinha          | Barcellona      | definitivo (58 mln €)    |
| A                | Tyler Roberts     | QPR             | prestito                 |
| Altre operazioni |                   |                 |                          |
| R.               | Nome              | a               | Modalità                 |
| P                | Elia Caprile      | Bari            | definitivo               |
| D                | Leif Davis        | Ipswich Town    | definitivo (1,2 mln €)   |
| D                | Joe Littlewood    |                 | svincolato               |
| D                | Liam McCarron     | Stoke City      | definitivo               |
| C                | Lewis Bate        | Oxford Utd      | prestito                 |
| C                | Jack Jenkins      | Salford City    | prestito                 |
| A                | Lui Bradbury      | Reading         | svincolato               |
| A                | Ryan Edmondson    | Carlisle Utd    | definitivo               |
| A                | Josh Galloway     | Annan Athletic  | svincolato               |
| A                | Bobby Kamwa       | Burton Albion   | svincolato               |
| A                | Stuart McKinstry  | Motherwell      | prestito                 |
| A                | Mitch Picksley    |                 | svincolato               |
| A                | Kun Temenuzhkov   | Navalcarnero    | svincolato               |

### Sessione invernale(dal 2/1 al 31/1)
| Acquisti         | Acquisti         | Acquisti   | Acquisti                         |
| R.               | Nome             | da         | Modalità                         |
| ---------------- | ---------------- | ---------- | -------------------------------- |
| D                | Maximilian Wöber | Salisburgo | definitivo (12,33 mln €)         |
| C                | Weston McKennie  | Juventus   | prestito con diritto di riscatto |
| A                | Georginio Rutter | Hoffenheim | definitivo (40,35 mln €)         |
| Altre operazioni |                  |            |                                  |
| R.               | Nome             | da         | Modalità                         |
| D                | Diogo Monteiro   | Servette   | definitivo (1,12 mln €)          |

| Cessioni         | Cessioni        | Cessioni      | Cessioni                 |
| R.               | Nome            | a             | Modalità                 |
| ---------------- | --------------- | ------------- | ------------------------ |
| D                | Diego Llorente  | Roma          | prestito                 |
| C                | Mateusz Klich   |               | risoluzione contrattuale |
| C                | Alfie McCalmont | Carlisle Utd  | prestito                 |
| A                | Joe Gelhardt    | Sunderland    | prestito                 |
| Altre operazioni |                 |               |                          |
| R.               | Nome            | a             | Modalità                 |
| D                | Max Jimmy Dean  | Luton Town    | prestito                 |
| D                | Leo Fuhr Hjelde | Rotherham Utd | prestito                 |
| A                | Max Jimmy Dean  | MK Dons       | definitivo               |

### Operazioni esterne(dall'1/2 al 30/6)
| Acquisti | Acquisti       | Acquisti | Acquisti             |
| R.       | Nome           | da       | Modalità             |
| -------- | -------------- | -------- | -------------------- |
| C        | Mateusz Bogusz | Ibiza    | risoluzione prestito |

| Cessioni | Cessioni       | Cessioni       | Cessioni   |
| R.       | Nome           | a              | Modalità   |
| -------- | -------------- | -------------- | ---------- |
| C        | Mateusz Bogusz | Los Angeles FC | definitivo |

## Risultati

### Premier League

#### Girone di andata
| Arbitro: | Jones (Merseyside) |

|                                  |           |            |
| Rodrigo 24’ Aït-Nouri 74’ (aut.) | Marcatori | 6’ Podence |

| Arbitro: | Harrington (Cleveland) |

|                             |           |                  |
| Aribo 72’ Walker-Peters 81’ | Marcatori | 46’, 60’ Rodrigo |

| Arbitro: | Attwell (Warwickshire) |

|                                       |           |  |
| Aaronson 33’ Rodrigo 37’ Harrison 69’ | Marcatori |  |

| Arbitro: | Salisbury (Lancashire) |

|          |           |  |
| Groß 66’ | Marcatori |  |

| Arbitro: | England (Domcastet) |

|                |           |            |
| Sinisterra 55’ | Marcatori | 17’ Gordon |

| Arbitro: | Jones (Merseyside) |

|                                                   |           |                           |
| Toney 30’ (rig.), 43’, 58’ Mbeumo 80’ Wissa 90+1’ | Marcatori | 45+1’ Sinisterra 79’ Roca |

| Arbitro: | Jones (Merseyside) |

|                               |           |             |
| Harrison 20’ Sinisterra 45+1’ | Marcatori | 12’ Mangala |

| Arbitro: | Hooper (Wiltshire) |

|                         |           |                             |
| Rashford 62’ Sancho 70’ | Marcatori | 1’ Gnonto 48’ (aut.) Varane |

| Leeds 2 ottobre 2022, ore 16:30 WEST 9ª giornata | Leeds Utd              | 0 – 0 referto | Aston Villa | Elland Road (36 582 spett.)\| Arbitro: \| Attwell (Warwickshire) \| |
| Arbitro:                                         | Attwell (Warwickshire) |               |             |                                                                     |

| Arbitro: | Tierney (Lancashire) |

|                     |           |             |
| Édouard 24’ Eze 76’ | Marcatori | 10’ Struijk |

| Arbitro: | Kavanagh (Lancashire) |

|  |           |          |
|  | Marcatori | 35’ Saka |

| Arbitro: | Bankes (Merseyside) |

|                            |           |  |
| Koch 17’ (aut.) Barnes 35’ | Marcatori |  |

| Arbitro: | Taylor (Cheshire) |

|                               |           |                                   |
| Rodrigo 20’ Summerville 90+1’ | Marcatori | 26’ Mitrović 74’ Reid 84’ Willian |

| Arbitro: | Oliver (Northumberland) |

|           |           |                            |
| Salah 14’ | Marcatori | 4’ Rodrigo 90’ Summerville |

| Arbitro: | Harrington (Cleveland) |

|                                                            |           |                                      |
| Rodrigo 3’ (rig.) Greenwood 60’ Cooper 68’ Summerville 84’ | Marcatori | 7’ Tavernier 19’ Billing 48’ Solanke |

| Arbitro: | Salisbury (Lancashire) |

|                                        |           |                                  |
| Kane 26’ Davies 50’ Bentancur 81’, 83’ | Marcatori | 10’ Summerville 43’, 76’ Rodrigo |

| Arbitro: | Attwell (Warwickshire) |

|             |           |                            |
| Struijk 73’ | Marcatori | 45’ Rodri 51’, 64’ Haaland |

| Newcastle upon Tyne 31 dicembre 2022, ore 15:00 WET 18ª giornata | Newcastle Utd      | 0 – 0 referto | Leeds Utd | St James' Park (52 211 spett.)\| Arbitro: \| Hooper (Wiltshire) \| |
| Arbitro:                                                         | Hooper (Wiltshire) |               |           |                                                                    |

| Arbitro: | Coote (Nottinghamshire) |

|                        |           |                                 |
| Gnonto 28’ Rodrigo 70’ | Marcatori | 44’ (rig.) Paquetá 46’ Scamacca |

#### Girone di ritorno
| Arbitro: | Oliver (Northumberland) |

|                       |           |             |
| Bailey 3’ Buendía 64’ | Marcatori | 83’ Bamford |

| Leeds 22 gennaio 2023, ore 14:00 WET 21ª giornata | Leeds Utd           | 0 – 0 referto | Brentford | Elland Road (36 260 spett.)\| Arbitro: \| Bankes (Merseyside) \| |
| Arbitro:                                          | Bankes (Merseyside) |               |           |                                                                  |

| Arbitro: | Jones (Merseyside) |

|             |           |  |
| Johnson 14’ | Marcatori |  |

| Arbitro: | Tierney (Lancashire) |

|  |           |                           |
|  | Marcatori | 80’ Rashford 85’ Garnacho |

| Arbitro: | Madley (West Yorkshire) |

|             |           |  |
| Coleman 64’ | Marcatori |  |

| Arbitro: | Bankes (Merseyside) |

|           |           |  |
| Firpo 77’ | Marcatori |  |

| Arbitro: | Oliver (Northumberland) |

|            |           |  |
| Fofana 53’ | Marcatori |  |

| Arbitro: | Tierney (Lancashire) |

|                          |           |                                      |
| Bamford 40’ Harrison 78’ | Marcatori | 33’ Mac Allister 61’ (aut.) Harrison |

| Arbitro: | Salisbury (Lancashire) |

|                     |           |                                                     |
| Jonny 65’ Cunha 73’ | Marcatori | 6’ Harrison 49’ Ayling 62’ Kristensen 90+7’ Rodrigo |

| Arbitro: | England (Domcastet) |

|                                           |           |            |
| Jesus 35’ (rig.), 55’ White 47’ Xhaka 84’ | Marcatori | 76’ Nissen |

| Arbitro: | Hooper (Wiltshire) |

|             |           |                                               |
| Bamford 21’ | Marcatori | 45+1’ Guéhi 53’, 77’ Ayew 55’ Eze 69’ Édouard |

| Arbitro: | Pawson (South Yorkshire) |

|                |           |                                                           |
| Sinisterra 47’ | Marcatori | 35’ Gakpo 39’, 64’ Salah 52’, 73’ Diogo Jota 90’ D. Núñez |

| Arbitro: | Bankes (Merseyside) |

|                        |           |                     |
| Wilson 58’ Pereira 72’ | Marcatori | 79’ (aut.) Palhinha |

| Arbitro: | Tierney (Lancashire) |

|                |           |           |
| Sinisterra 20’ | Marcatori | 80’ Vardy |

| Arbitro: | Kavanagh (Lancashire) |

|                                          |           |             |
| Lerma 20’, 24’ Solanke 63’ Semenyo 90+1’ | Marcatori | 32’ Bamford |

| Arbitro: | Madley (West Yorkshire) |

|                   |           |             |
| Gündoğan 19’, 27’ | Marcatori | 85’ Rodrigo |

| Arbitro: | Hooper (Wiltshire) |

|                          |           |                               |
| Ayling 7’ Kristensen 79’ | Marcatori | 31’ (rig.), 69’ (rig.) Wilson |

| Arbitro: | Bankes (Merseyside) |

|                                  |           |             |
| Rice 32’ Bowen 72’ Lanzini 90+4’ | Marcatori | 17’ Rodrigo |

| Arbitro: | Taylor (Cheshire) |

|              |           |                                          |
| Harrison 68’ | Marcatori | 2’, 69’ Kane 47’ Porro 90+5’ Lucas Moura |

### FA Cup

#### Turni eliminatori
| Arbitro: | Gillett |

|                       |           |                           |
| Philogene 24’ Ojo 31’ | Marcatori | 65’ Rodrigo 90+3’ Perkins |

| Arbitro: | Bramall (Sheffield) |

|                                             |           |                            |
| Gnonto 1’, 36’ Rodrigo 34’ Bamford 71’, 76’ | Marcatori | 84’, 90+3’ (rig.) Robinson |

| Arbitro: | Smith |

|             |           |                                       |
| Adekoya 81’ | Marcatori | 23’ Harrison 66’ Firpo 68’ Sinisterra |

#### Fase finale
| Arbitro: | Kavanagh (Lancashire) |

|                        |           |  |
| Clarke 21’ Solomon 56’ | Marcatori |  |

### EFL Cup

#### Turni eliminatori
| Arbitro: | Brooks (Leicestershire) |

|                                      |           |              |
| Klich 21’ Sinisterra 32’ (rig.), 56’ | Marcatori | 35’ Andersen |

| Arbitro: | Marriner (West Midlands) |

|            |           |  |
| Traoré 85’ | Marcatori |  |

## Statistiche

### Statistiche di squadra
| Competizione   | Punti            | In casa | In casa | In casa | In casa | In casa | In casa | In trasferta | In trasferta | In trasferta | In trasferta | In trasferta | In trasferta | Totale | Totale | Totale | Totale | Totale | Totale | DR  |
| Competizione   | Punti            | G       | V       | N       | P       | Gf      | Gs      | G            | V            | N            | P            | Gf           | Gs           | G      | V      | N      | P      | Gf     | Gs     | DR  |
| -------------- | ---------------- | ------- | ------- | ------- | ------- | ------- | ------- | ------------ | ------------ | ------------ | ------------ | ------------ | ------------ | ------ | ------ | ------ | ------ | ------ | ------ | --- |
| Premier League | 31               | 19      | 5       | 7       | 7       | 25      | 36      | 19           | 2            | 3            | 14           | 22           | 41           | 38     | 7      | 10     | 21     | 48     | 78     | -30 |
| FA Cup         | Ottavi di finale | 1       | 1       | 0       | 0       | 5       | 2       | 3            | 1            | 1            | 1            | 5            | 5            | 4      | 2      | 1      | 1      | 10     | 7      | +3  |
| League Cup     | Terzo turno      | 1       | 1       | 0       | 0       | 3       | 1       | 1            | 0            | 0            | 1            | 0            | 1            | 2      | 1      | 0      | 1      | 3      | 2      | +1  |
| Totale         | -                | 21      | 7       | 7       | 7       | 34      | 40      | 23           | 3            | 4            | 16           | 27           | 47           | 44     | 10     | 11     | 23     | 61     | 87     | -26 |

### Andamento in campionato
| Giornata  | 1 | 2 | 3 | 4 | 5 | 6 | 7  | 8  | 9  | 10 | 11 | 12 | 13 | 14 | 15 | 16 | 17 | 18 | 19 | 20 | 21 | 22 | 23 | 24 | 25 | 26 | 27 | 28 | 29 | 30 | 31 | 32 | 33 | 34 | 35 | 36 | 37 | 38 |
| --------- | - | - | - | - | - | - | -- | -- | -- | -- | -- | -- | -- | -- | -- | -- | -- | -- | -- | -- | -- | -- | -- | -- | -- | -- | -- | -- | -- | -- | -- | -- | -- | -- | -- | -- | -- | -- |
| Luogo     | C | T | C | T | C | T | C  | T  | C  | T  | C  | T  | C  | T  | C  | T  | C  | T  | C  | T  | C  | T  | C  | T  | C  | T  | C  | T  | T  | C  | C  | T  | C  | T  | T  | C  | T  | C  |
| Risultato | V | N | V | P | N | P | V  | N  | N  | P  | P  | P  | P  | V  | V  | P  | P  | N  | N  | P  | N  | P  | P  | P  | V  | P  | N  | V  | P  | P  | P  | P  | N  | P  | P  | N  | P  | P  |
| Posizione | 7 | 6 | 3 | 5 | 7 | 9 | 11 | 12 | 14 | 15 | 16 | 17 | 15 | 12 | 15 | 15 | 14 | 14 | 14 | 15 | 17 | 19 | 19 | 17 | 17 | 19 | 14 | 18 | 13 | 16 | 16 | 16 | 16 | 17 | 19 | 18 | 19 | 19 |

Legenda:

Luogo: C = Casa; T = Trasferta. Risultato: V = Vittoria; N = Pareggio; P = Sconfitta.

### Statistiche dei giocatori
Aggiornate al 29 maggio 2023.
| Giocatore          | Premier League | Premier League | Premier League | Premier League | FA Cup   | FA Cup | FA Cup      | FA Cup     | EFL Cup  | EFL Cup | EFL Cup     | EFL Cup    | Totale   | Totale | Totale      | Totale     |
| Giocatore          | Presenze       | Reti           | Ammonizioni    | Espulsioni     | Presenze | Reti   | Ammonizioni | Espulsioni | Presenze | Reti    | Ammonizioni | Espulsioni | Presenze | Reti   | Ammonizioni | Espulsioni |
| ------------------ | -------------- | -------------- | -------------- | -------------- | -------- | ------ | ----------- | ---------- | -------- | ------- | ----------- | ---------- | -------- | ------ | ----------- | ---------- |
| B. Aaronson        | 36             | 1              | 2              | 0              | 4        | 0      | 0           | 0          | 0        | 0       | 0           | 0          | 40       | 1      | 2           | 0          |
| T. Adams           | 24             | 0              | 5              | 1              | 2        | 0      | 0           | 0          | -        | -       | -           | -          | 26       | 0      | 5           | 1          |
| C. Allen           | 0              | 0              | 0              | 0              | 0        | 0      | 0           | 0          | 0        | 0       | 0           | 0          | 0        | 0      | 0           | 0          |
| L. Ayling          | 29             | 2              | 3              | 0              | 2        | 0      | 0           | 0          | 1        | 0       | 0           | 0          | 32       | 2      | 3           | 0          |
| P. Bamford         | 28             | 4              | 3              | 0              | 3        | 2      | 0           | 0          | -        | -       | -           | -          | 31       | 6      | 3           | 0          |
| L. Bate            | 0              | 0              | 0              | 0              | 0        | 0      | 0           | 0          | 0        | 0       | 0           | 0          | 0        | 0      | 0           | 0          |
| J. Chilokoa-Mullen | 0              | 0              | 0              | 0              | 0        | 0      | 0           | 0          | 0        | 0       | 0           | 0          | 0        | 0      | 0           | 0          |
| H. Christy         | 0              | 0              | 0              | 0              | 0        | 0      | 0           | 0          | 0        | 0       | 0           | 0          | 0        | 0      | 0           | 0          |
| L. Cooper          | 18             | 1              | 5              | 0              | -        | -      | -           | -          | 1        | 0       | 0           | 0          | 19       | 1      | 5           | 0          |
| H. Costa           | 0              | 0              | 0              | 0              | 0        | 0      | 0           | 0          | 0        | 0       | 0           | 0          | 0        | 0      | 0           | 0          |
| S. Dallas          | -              | -              | -              | -              | -        | -      | -           | -          | -        | -       | -           | -          | -        | -      | -           | -          |
| J. Debayo          | 0              | 0              | 0              | 0              | 0        | 0      | 0           | 0          | 0        | 0       | 0           | 0          | 0        | 0      | 0           | 0          |
| C. Drameh          | 1              | 0              | 0              | 0              | 1        | 0      | 0           | 0          | 1        | 0       | 1           | 0          | 3        | 0      | 1           | 0          |
| J. Firpo           | 19             | 1              | 6              | 1              | 4        | 1      | 0           | 0          | 1        | 0       | 0           | 0          | 24       | 2      | 6           | 1          |
| A. Forshaw         | 12             | 0              | 0              | 0              | -        | -      | -           | -          | 1        | 0       | 0           | 0          | 13       | 0      | 0           | 0          |
| J. Gelhardt        | 15             | 0              | 1              | 0              | 2        | 0      | 0           | 0          | 2        | 0       | 0           | 0          | 19       | 0      | 1           | 0          |
| W. Gnonto          | 24             | 2              | 7              | 0              | 2        | 3      | 2           | 0          | 1        | 0       | 0           | 0          | 27       | 5      | 9           | 0          |
| A. Gray            | 0              | 0              | 0              | 0              | 0        | 0      | 0           | 0          | 0        | 0       | 0           | 0          | 0        | 0      | 0           | 0          |
| S. Greenwood       | 18             | 1              | 1              | 0              | 3        | 0      | 2           | 0          | 2        | 0       | 0           | 0          | 23       | 1      | 3           | 0          |
| D. Gyabi           | 1              | 0              | 0              | 0              | 1        | 0      | 0           | 0          | 1        | 0       | 0           | 0          | 3        | 0      | 0           | 0          |
| J. Harrison        | 36             | 5              | 0              | 0              | 3        | 1      | 0           | 0          | 1        | 0       | 0           | 0          | 40       | 6      | 0           | 0          |
| L. Fuhr Hjelde     | 0              | 0              | 0              | 0              | 0        | 0      | 0           | 0          | 2        | 0       | 1           | 0          | 2        | 0      | 1           | 0          |
| D. James           | 4              | 0              | 0              | 0              | 0        | 0      | 0           | 0          | 1        | 0       | 0           | 0          | 5        | 0      | 0           | 0          |
| M. Joseph          | 3              | 0              | 0              | 0              | 2        | 0      | 0           | 0          | 1        | 0       | 0           | 0          | 6        | 0      | 0           | 0          |
| K. Klaesson        | 0              | 0              | 0              | 0              | 0        | 0      | 0           | 0          | 0        | 0       | 0           | 0          | 0        | 0      | 0           | 0          |
| M. Klich           | 14             | 0              | 2              | 0              | 0        | 0      | 0           | 0          | 2        | 2       | 0           | 0          | 16       | 2      | 2           | 0          |
| R. Koch            | 36             | 0              | 7              | 0              | 2        | 0      | 0           | 0          | 1        | 0       | 0           | 0          | 39       | 0      | 7           | 0          |
| R. Kristensen      | 26             | 3              | 4              | 0              | 4        | 0      | 0           | 0          | 0        | 0       | 0           | 0          | 30       | 3      | 4           | 0          |
| D. Llorente        | 8              | 0              | 1              | 0              | 3        | 0      | 0           | 0          | 2        | 0       | 0           | 0          | 13       | 0      | 1           | 0          |
| A. McCalmont       | 0              | 0              | 0              | 0              | 0        | 0      | 0           | 0          | 0        | 0       | 0           | 0          | 0        | 0      | 0           | 0          |
| W. McKennie        | 19             | 0              | 7              | 0              | 1        | 0      | 0           | 0          | -        | -       | -           | -          | 20       | 0      | 7           | 0          |
| S. McKinstry       | 0              | 0              | 0              | 0              | 0        | 0      | 0           | 0          | 0        | 0       | 0           | 0          | 0        | 0      | 0           | 0          |
| I. Meslier         | 34             | -67            | 3              | 0              | 3        | -5     | 0           | 0          | 1        | -1      | 0           | 0          | 38       | -73    | 3           | 0          |
| A. Miller          | 0              | 0              | 0              | 0              | 0        | 0      | 0           | 0          | 0        | 0       | 0           | 0          | 0        | 0      | 0           | 0          |
| D. Monteiro        | 0              | 0              | 0              | 0              | 0        | 0      | 0           | 0          | 0        | 0       | 0           | 0          | 0        | 0      | 0           | 0          |
| K. Moore           | 0              | 0              | 0              | 0              | 0        | 0      | 0           | 0          | 0        | 0       | 0           | 0          | 0        | 0      | 0           | 0          |
| S. Perkins         | 0              | 0              | 0              | 0              | 2        | 1      | 0           | 0          | 1        | 0       | 0           | 0          | 3        | 1      | 0           | 0          |
| J. Robles          | 4              | -11            | 0              | 0              | 1        | -2     | 0           | 0          | 1        | -1      | 0           | 0          | 6        | -14    | 0           | 0          |
| M. Roca            | 32             | 1              | 7              | 0              | 3        | 0      | 0           | 0          | 1        | 0       | 0           | 0          | 36       | 1      | 7           | 0          |
| Rodrigo            | 31             | 13             | 6              | 0              | 3        | 2      | 0           | 0          | 1        | 0       | 0           | 0          | 35       | 15     | 6           | 0          |
| G. Rutter          | 11             | 0              | 0              | 0              | 2        | 0      | 0           | 0          | -        | -       | -           | -          | 13       | 0      | 0           | 0          |
| L. Sinisterra      | 19             | 5              | 2              | 1              | 2        | 1      | 0           | 0          | 1        | 1       | 0           | 0          | 22       | 7      | 2           | 1          |
| J. Snowdon         | 0              | 0              | 0              | 0              | 0        | 0      | 0           | 0          | 0        | 0       | 0           | 0          | 0        | 0      | 0           | 0          |
| P. Struijk         | 29             | 2              | 5              | 0              | 1        | 0      | 1           | 0          | 1        | 0       | 0           | 0          | 31       | 2      | 6           | 0          |
| C. Summerville     | 28             | 4              | 4              | 0              | 2        | 0      | 0           | 0          | 1        | 0       | 0           | 0          | 31       | 4      | 4           | 0          |
| D. van den Heuvel  | 0              | 0              | 0              | 0              | 0        | 0      | 0           | 0          | 0        | 0       | 0           | 0          | 0        | 0      | 0           | 0          |
| M. Wöber           | 16             | 0              | 3              | 0              | 3        | 0      | 1           | 0          | -        | -       | -           | -          | 19       | 0      | 4           | 0          |

1. ↑  I giocatori i cui nomi sono in corsivo, sono stati ceduti ad altri club durante la stagione.